# Selma Kurz

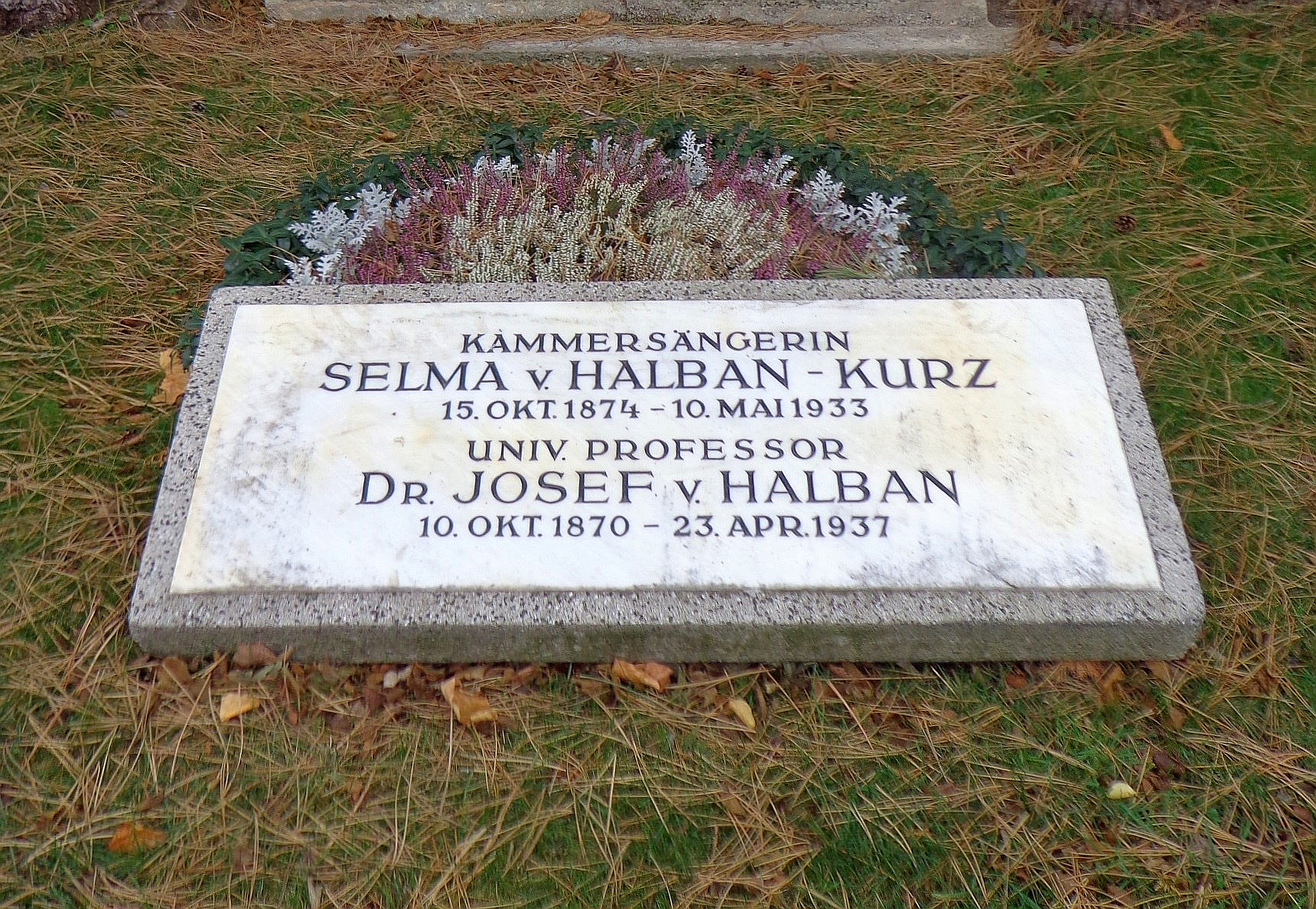
Nagrobek artystki na cmentarzu Centralnym w Wiedniu

Selma Kurz (ur. 15 października 1874 w Białej, zm. 10 maja 1933 w Wiedniu) – austriacka śpiewaczka operowa (dramatyczny sopran koloraturowy) żydowskiego pochodzenia. Zasłynęła przede wszystkim doskonałymi popisami śpiewu koloraturowego.

## Życiorys
Kurz urodziła się w Białej (dziś Bielsko-Biała) w rodzinie żydowskiej, później jednak została ochrzczona w kościele katolickim. W wieku 16 lat, jako protegowana książąt Esterházy, wyjechała na naukę śpiewu do stołecznego Wiednia.
W 1895 krótko po wyjeździe Gustava Mahlera, została zatrudniona w Teatrze Hamburskim (debiut jako Mignon), ale już po roku przeniosła się do Frankfurtu nad Menem, gdzie wykonywała takie role jak Carmen czy Elżbieta w operze Tannhäuser.
18 sierpnia 1899 r. otrzymała angaż od Gustava Mahlera jako dyrektora Wiedeńskiej Opery Dworskiej (dziś Opera Wiedeńska). Na najbardziej prestiżowej austriackiej scenie operowej pracowała aż do 1929 roku. Mahler zakochał się w Kurz i wiosną 1900 r. przeżył z nią krótki romans. Wówczas członkowie opery nie mogli się poślubiać, Kurz wybrała więc karierę.
Dziesięć lat później wyszła za wiedeńskiego ginekologa Josefa von Halbana, z którego to związku miała dwójkę dzieci: córkę Désirée (Dési, ur. 1912) i syna Georga (ur. 1915). Dési poszła w ślady matki.
W latach 1904–1907 oraz w roku 1924 śpiewała w londyńskiej Operze Królewskiej. W 1916 r. wystąpiła jako Zerbinetta w prapremierze drugiej wersji
Ariadny na Naksos Straussa.
W 1926 Kurz wycofała się ze sceny. Zmarła siedem lat później i jest pochowana wraz z mężem na Cmentarzu Centralnym w Wiedniu (grupa 14C, nr 8).

## Odbiór
Selma Kurz była niezwykle piękną kobietą, 1,6 m wzrostu, szczupłą i delikatną. Jej występy sceniczne przyjmowane były z dużym entuzjazmem, szczególne wrażenie na publiczności robiły długie, następujące zaraz po sobie tryle. Widzowie przynosili nawet stopery, by stwierdzić, że trwało nawet sekundę dłużej niż wczoraj. Na nagraniu Der Vogel im Walde Wilhelma Tauberta z 1907 roku Kurz wykonuje 24-sekundowy tryl.
Selma Kurz należała do największych sopranistek koloraturowych wszech czasów. Przychodzących jej bez trudu wykonań najtrudniejszych partii, subtelnego wyczucia stylu, ale przede wszystkim niekończących się, niezrównanych trylów nie można przecenić i może ona jeszcze długo być podziwiana na płytach. (Kutsch and Riemens, 1975).

## Nagrania
| - Arditi: Parla (1924) - Auber, Les diamantes de la couronne: Air et variations (1914) - Bellini, Lunatyczka: Ah! non credea mirarti; Ah! non giunge (1924) - Brahms: Volkskinderlieder: Sandmännchen (1925) - Fontenailles: Obstination (1911) - Goldmark, Die Königin von Saba: Lockruf (1912) - Gounod: Serenada (1923) - Kreisler: Caprice viennois (1924, z Vášą Příhodą, skrzypce) - Mozart, Czarodziejski flet: Zum Leiden bin ich ausverkoren (1924) - Mozart, Król pasterz: L’amero, saro costante (1924) - Mozart, Wesele Figara: Deh, vieni non tardar (1925) - Puccini, Cyganeria: Si, mi chiamano Mimí (1924) | - Puccini, Cyganeria: Sono andati? (1907, z Leo Slezakiem, tenor) - Puccini, Cyganeria: O soave fanciulla (rok nieznany, z Leo Slezakiem, tenor) - Puccini, Cyganeria: Morte di Mimi (1907) - Puccini, Madame Butterfly: Un bel di vedremo (1914) - Rossini, Cyrulik sewilski: Una voce poco fa (1924) - Strauss: Nad pięknym modrym Dunajem (1925) - Taubert: Der Vogel im Walde (1907) - Toselli: Serenata (1923, z Vášą Příhodą, skrzypce) - Verdi, Don Carlos: Tu che la vanita (1914) - Verdi, Trubadur: Vivere contende (1920, z Heinrichem Schlusnusem, baryton) - Verdi, Ernani: Ernani, involami (1923) - Verdi, La Traviata: Addio del passato (1909) - Verdi, Rigoletto: Caro nome (1923) |